# Carlo Cotumacci
Carlo Cotumacci (né à Villa Santa Maria en 1709 et mort à Naples le 29 juillet 1785) est un compositeur italien, probablement parent de Michele Cotumacci.

## Biographie
Carlo Cotumacci a été élève de Francesco Durante au Conservatoire de Sant'Onofrio a Porta Capuana de Naples.
Il a d'abord travaillé comme organiste dans les principales églises de Naples, puis, de 1755 à la date de sa mort, il a enseigné au Conservatoire de Sant'Onofrio où il a eu pour élève Giovanni Paisiello. Il a eu pour successeur Giacomo Insanguine.

## Œuvres principales
- Messa Kyrie e Gloria per doppio coro, soli, organo e orchestra;
- Requiem a 8 voci (1727);
- 14 Toccate per Clavicembalo.